# Xã Kane, Quận Pottawattamie, Iowa
Xã Kane (tiếng Anh: Kane Township) là một xã thuộc quận Pottawattamie, tiểu bang Iowa, Hoa Kỳ. Năm 2010, dân số của xã này là 53.485 người.